# Rheotanytarsus guanacastensis
Rheotanytarsus guanacastensis är en tvåvingeart som beskrevs av Kyerematen och Andersen 2002. Rheotanytarsus guanacastensis ingår i släktet Rheotanytarsus och familjen fjädermyggor.
Artens utbredningsområde är Costa Rica. Inga underarter finns listade i Catalogue of Life.